# Telipogon tesselatus
Telipogon tesselatus är en orkidéart som beskrevs av John Lindley. Telipogon tesselatus ingår i släktet Telipogon och familjen orkidéer. Inga underarter finns listade i Catalogue of Life.